# Двингер, Эдвин Эрих
Эдвин Эрих Двингер (нем. Edwin Erich Dwinger; 23 апреля 1898, Киль — 17 декабря 1981, Гмунд-ам-Тегернзее) — немецкий писатель.

## Биография
Двингер родился в семье флотского офицера, его мать была русской. Во время Первой мировой войны в 1915 году он поступил добровольцем в кавалерию, воевал на Восточном фронте, был награждён Железным крестом I степени, несколько раз был ранен и летом 1915 года в Латвии попал в русский плен. Как военнопленного его отправили в Восточную Сибирь.
Во время Гражданской войны он служил в армии адмирала А. В. Колчака, вернулся в Германию в 1920 году.
На основе своих сибирских дневников он опубликовал трилогию ставших популярными романов «Военнопленный» (1929), «Между белыми и красными» (1930), «Мы зовём Германию» (1932), став ведущим идеологом молодёжного движения «бюндиш», которое было очень популярно в Веймарской республике. Заключительная часть трилогии подчеркивала веру Двингера в то, что он передал жизненно важное послание немецкому народу и всему миру — о необходимости сохранить этническую солидарность. Он писал о «социализме в сердце», который сможет преодолеть классовые различия, поднявшись над капитализмом и большевизмом.
Ранние произведения Двингера изображали Веймарскую республику как прибежище коррупции, Родину — «добычей ростовщиков», «фронтовое братство» — образцом классовой борьбы за освобождение «народной общности» («Volksgemeinschaft»).
Двингер был убеждённым противником большевизма и считал, что нужно приложить все силы, чтобы избежать роста влияния коммунистической идеологии на немецкий народ. Антикоммунизм Двингера привёл его на сторону нацистов.
В 1935 году Двингер получил премию Дитриха Эккарта и стал сенатором в Имперской палате культуры. Он продолжал писать книги, пользовавшиеся неизменно высокой популярностью у читателей: «Последний кавалерист» (1935; о борьбе солдат добровольческого корпуса в Прибалтике), «Испанские тетради» (1937, впечатления Двингера о гражданской войне в Испании, где он был корреспондентом на стороне Ф. Франко), «Смерть в Польше. Страдания фольксдойче» (1939) и другие.
9 ноября 1936 года Двингер вступил в СС (Билет № 277 082), 9 февраля 1938 года он получил звание оберштурмфюрера кавалерийского полка GC, 1 мая 1937 года стал членом НСДАП (Билет № 5293309).
Во время Второй мировой войны Двингер был военным корреспондентом при танковой дивизии, воевавшей на советско-германском фронте, а затем был переведен в личный штаб рейхсфюрера СС, где участвовал в разработке операций СС на оккупированных территориях. Свои фронтовые впечатления Двингер описал в книге «Прощание с Советской Россией: дневник Восточной кампании» (1942).
При этом антибольшевизм Двингера не привёл его к признанию правильным нацистских расовых теорий и у него возникли глубокие разногласия с руководством СС по поводу планов в отношении русских. Двингер отказывался причислять русских к «унтерменшам» и осенью 1943 года установил контакты с власовцами. Это привело к тому, что Двингер был помещён под домашний арест.
После окончания войны Двингер был арестован, провёл полгода в тюрьме Людвигсбурга, при денацификации был признан «последователем» и приговорён к штрафу.
Он продолжал писать, и его книги нашли своего читателя в ФРГ. В числе его послевоенных работ: «Когда ломается преграда — крушение Восточной Пруссии» (1950), «Генерал Власов — трагедия нашего времени» (1951), а также новелла о казаках «Они хотели свободы». Повесть Двингера «События в 1965 году» (1957), в которой он описал ядерную войну, имела огромный успех.
Его произведения были переведены на более чем двенадцать языков и достигли общего тиража в два миллиона экземпляров.

## Публикации на русском языке
- Эдвин Эрих Двингер. Русский человек (Из журнала «Дер Дитрих» Лейбштандарта СС Адольф Гитлер от 20 октября 1943 г.)